# Scheloribates cruciseta
Scheloribates cruciseta är en kvalsterart som beskrevs av Jeleva och Vu 1987. Scheloribates cruciseta ingår i släktet Scheloribates och familjen Scheloribatidae. Inga underarter finns listade i Catalogue of Life.